# Arthur Rödl
Arthur Rödl (13 juin 1898 à Munich – avril 1945 à Stettin) est un SS-Standartenführer allemand de la Waffen-SS et commandant de camp de concentration.

## Biographie
Né dans une famille catholique, son père travaillait comme messager et sa mère tenait un kiosque à journaux. Le stand de sa mère fut fermé lorsqu'il avait 10 ans, sa mère lui ayant dit qu'elle ne pouvait pas rivaliser avec un concurrent voisin tenu par un Juif. L'incident contribua à insuffler un sentiment d'antisémitisme chez le jeune Rödl, qui fut impliqué dans des groupes nationalistes extrémistes dès son plus jeune âge. 
Rödl devient apprenti chez un forgeron lorsque la Première Guerre mondiale éclate. Il s’enrôle aussitôt dans l'armée impériale allemande en falsifiant ses documents après avoir été refusé à l'âge de 16 ans. Pendant la guerre, il sérieusement blessé et est démobilisé à l'âge de 20 ans, retrouvant ensuite un travail dans un bureau de poste.
Rödl revint rapidement à l'activisme d'extrême droite, rejoignant le corps franc de l'Oberland (de) en 1920. Ses activités lui valurent de fréquentes réprimandes au travail, notamment en se rendant en Haute-Silésie avec d'autres membres du Freikorps pour se battre contre des Polonais, ou en ayant utilisé le bureau de poste pour distribuer des tracts de propagande. Lorsque sa participation au putsch de la Brasserie est découverte, Rödl fut renvoyé de son travail.
À ce moment-là, dorénavant membre du parti nazi, Rödl cherche un emploi au siège social du parti de la Maison brune, où il est employé en tant qu'opérateur de miméographe. Il se porte volontaire pour rejoindre la SS en 1928 et en 1934, il est remplacé par un membre à temps plein de l'organisation. Il sert ensuite dans la SS-Totenkopfverbände à Lichtenburg puis à Sachsenhausen. Considéré par ses supérieurs SS comme naïf et peu subtil, il ne fera pas l'objet de promotion au grade supérieur. Rödl était connu pour sa manière brusque, un attribut qui n'était pas l'idéal pour un SS de Sachsenhausen, car le camp accueillait parfois des dignitaires d'outre-mer en raison de sa proximité avec Berlin. Raison pour laquelle il fut renvoyé de son poste par Theodor Eicke en 1937.
Rödl commença à évoluer dans la SS lors de son transfert à Buchenwald, où il devint adjoint au commandant Karl-Otto Koch. En tant qu'adjoint, il se livra à des "activités" cruelles pendant son temps libre, Koch ne faisant aucune restriction sur les actions de ses hommes. Un exemple de ce genre survint le 1er janvier 1939, lorsqu'il aligna des détenus à Buchenwald, en prit cinq au hasard et les dépouilla, les attacha à des poteaux et les fouetta jusqu'au matin en accord avec son supérieur. Il se vit ensuite confier le commandement du camp de concentration de Gross-Rosen malgré son inexpérience. L'un de ses successeurs, Johannes Hassebroek, déclara l'homme « cruel, corrompu et ivre » qu'il était. Rödl atteignit finalement le rang de SS-Standartenführer malgré des tests constants de faible intelligence. Wilhelm Gideon (en) le remplaça comme commandant du camp le 16 septembre 1942.
Il termina son service en Ukraine dans le cadre de la police d'occupation avant de se suicider avec une grenade à main lorsque la défaite de l'Allemagne nazie semblait inévitable.